# 勝鬨鉄藏
勝鬨 鉄藏（かちどき てつぞう、1882年1月7日 - 1940年10月20日）は、現在の秋田県秋田市出身で尾車部屋、藤島部屋に所属した力士。本名は渡辺 鉄藏。身長173cm、体重113kg。最高位は西前頭8枚目（ただし番付外8枚目格）。

## 経歴
1900年5月初土俵を踏んだが、脱走し京都相撲、大坂相撲に在籍した。1912年5月東上し、番付外8枚目格付出で入幕したが、1勝も出来ず途中休場。翌場所十両に陥落したが、こちらでも1勝も出来ずと途中休場。幕下に陥落しても、休場が続き1914年1月廃業した。その後は神戸市に居住した。

## 成績
東京相撲のみ示す。
- 番付在位場所数11場所
- 通算成績（東京相撲復帰後・幕下15枚目以上）0勝13敗7休
- 幕内1場所0勝7敗3休

### 場所別成績
| 1900年 （明治33年） | x                   | 東序ノ口35枚目 –   |
| 1901年 （明治34年） | 東序ノ口9枚目 –     | 東序二段50枚目 –   |
| 1902年 （明治35年） | 西序二段18枚目 –    | 西三段目56枚目 –   |
| 1903年 （明治36年） | 東三段目58枚目 –    | 西三段目65枚目 –   |
| 1904年 （明治37年） | x                   | x                  |
| 1905年 （明治38年） | x                   | x                  |
| 1906年 （明治39年） | x                   | x                  |
| 1907年 （明治40年） | x                   | x                  |
| 1908年 （明治41年） | x                   | x                  |
| 1909年 （明治42年） | x                   | x                  |
| 1910年 （明治43年） | x                   | x                  |
| 1911年 （明治44年） | x                   | x                  |
| 1912年 （明治45年） | x                   | 西前頭18枚目 0–7–3 |
| 1913年 （大正2年） | 東十両筆頭 0–2–3    | 西幕下2枚目 0–4–1  |
| 1914年 （大正3年） | 西幕下21枚目 引退 – | x                  |
| 各欄の数字は、「勝ち-負け-休場」を示す。 優勝 引退 休場 十両 幕下 三賞：敢=敢闘賞、殊=殊勲賞、技=技能賞 その他：★=金星 番付階級：幕内 - 十両 - 幕下 - 三段目 - 序二段 - 序ノ口 幕内序列：横綱 - 大関 - 関脇 - 小結 - 前頭（「#数字」は各位内の序列） |                     |                    |

- 幕下以下の地位は小島貞二コレクションの番付実物画像による。

## 改名
沖ノ石 鉄三→勝時 鉄三(1903年1月場所-)→勝鬨 鉄藏(1912年5月場所)